# Volovec'
Volovec' (in ucraino Воловець?, in ungherese Volóc; in russo Воловец?, Volovec) è un insediamento rurale ucraino (4 961 abitanti) nel distretto di Mukačevo, nell'oblast' della Transcarpazia. Ospita l'amministrazione della comunità territoriale di Volovec', una delle comunità territoriali dell'Ucraina.
Fino al 18 luglio 2020 Volovec' fungeva da centro amministrativo del distretto di Volovec', abolito come parte della riforma amministrativa dell'Ucraina, che ha ridotto a sei il numero dei distretti dell'oblast' della Transcarpazia. L'area del distretto di Volovec' è stata fusa nel distretto di Mukačevo.
Fino al 26 gennaio 2024 Volovec' era classificata come insediamento di tipo urbano. Da tale data è entrata in vigore una nuova legge che ha abolito questo status e Volovec' è stata riclassificata come insediamento rurale.